# Kadaseegenahalli, Chik Ballapur
Kadaseegenahalli là một làng thuộc tehsil Chik Ballapur, huyện Kolar, bang Karnataka, Ấn Độ.